# Investiční riziko
Investiční riziko vyjadřuje pravděpodobnost, že výnos z investice bude jiný, než investor očekával. Tento rozdíl může znamenat jak vyšší zisk, tak i ztrátu vloženého kapitálu. Riziko vyplývá z toho, že předem není znám výsledek investování. Investice může přinést slušný zisk, ale opačně může být také cela ztracena. Riziko investování může být malé, například při vložení kapitálu do určité banky, avšak výnos je poměrně malý, nebo velké, například investice do nového podniku v rozvojové zemi, která může přinést vysoký zisk, nebo může být zcela ztrátová. Investiční riziko je tedy svázáno s pravděpodobností budoucích výnosů. Čím je pravděpodobnost ztráty větší, tím je investování pochopitelně rizikovější. Zároveň platí, že vyšší riziko nezaručuje vyšší výnos, stejně jako nižší riziko nutně nezaručuje nižší výnos.
Investiční rizika se pojí s dalšími dvěma aspekty investic– výnosem a likviditou. Dohromady tvoří tzv. investiční trojúhelník, který ukazuje vztah mezi těmito třemi faktory. Princip magického trojúhelníka říká, že není možné dosáhnout ideální investice (není možné získat maximální výnos v maximálně bezpečné investici, kterou bude možné okamžitě prodat a proměnit v hotové peníze). 

## Pojem investičního rizika
Riziko vyjadřuje nebezpečí nedosažení očekávaných výsledků a takový druh nejistoty, kterou lze určitým způsobem kvantifikovat pomocí pravděpodobnosti. Rizika se rozlišují především na objektivní a subjektivní.
Mezi objektivní rizika patří:
- Přírodní – živelní události a katastrofy (zemětřesení, požáry atd.)
- Politické události – změny vlády, převraty a politický chaos
- Makroekonomické změny – daně, cla, úroky, inflace, regulační opatření a embarga
- Sociálně patologické jevy – kriminalita, teroristické útoky a podvody.

Mezi subjektivní rizika patří:
- nedostatečné manažerské schopnosti v oblasti financí,
- technická a ekonomická neznalost, nekvalifikovanost personálu,
- nedbalost a neodpovědnost,
- malé schopnosti adaptace na řízení na změn a podmínek.

Podle příčin ve vztahu k činnosti podniku se dále rozlišuje riziko:
- Provozní – havárie strojů nebo systémů, úrazy, chyby v zásobování, stávky
- Tržní – cenové, úrokové měnové riziko
- Investiční a finanční – vložení peněz do investičních projektů, do cenných papírů, platební neschopnost vlastní, odběratelů a zadluženost
- Inovační – zavádění nových výrobků a technologií.

Podle možnosti ovlivnění předchozích druhů rizik lze také rozlišit:
- rizika ovlivnitelná – rizika úrazů lze omezit bezpečnostním zařízením, riziko cenové kvalitou výrobků nebo snižováním nákladů, riziko přírodních událostí pojištěním
- rizika neovlivnitelná – politická situace, daně a úroky

Riziko lze spočítat a kvantifikovat:
{\displaystyle HR=P*{\check {S}}}
HR = hodnota rizika
P = hodnota pravděpodobnosti, že nastane riziko
Š = hodnota předpokládané škody, kterou riziko způsobí
Analýza rizik pak spočívá v:
1. identifikace rizik
2. posouzení rizik
3. odezvy na rizika
4. sledování rizik

## Druhy investičních rizik
- Inflační riziko – Riziko inflace představuje vždy velké nebezpečí. V ekonomii se zrychlí růst cen služeb a zboží. V tomto případě klesne kupní síla investice. V takovém případě se proto vždy musí hlavně brát v úvahu nikoliv nominální výnos, ale výnos očištěný o změnu cenové hladiny.[5]
- Úrokové riziko – Úrokové riziko představuje nebezpečí, že s růstem úrokových sazeb klesne tržní cena akcií či dluhopisů a tím pádem i hodnota investice.[5]
- Kreditní riziko – Kreditní riziko se týká dluhopisů a znamená nebezpečí, že ten, kdo dluhopis vydává (jeho emitent podle zákona č. 190/2004 Sb.), nebude schopen dostát svému závazku splatit nominální hodnotu daného dluhopisu.[5] Jako rizikové se ukázalo také investování do takzvaných garážových fondů, jako byly Foxtrade Invest, J. O. Invest, WSM nebo Growing Way.[6]
- Riziko likvidity – Riziko likvidity skrývá, že v době, kdy investor bude chtít aktivum přeměnit v peníze, to nebude možné vzhledem k nedostatečné poptávce na trhu.[5]
- Měnové riziko – Měnové riziko představuje samotné nebezpečí, že zahraniční měna, v níž je aktivum, se během investičního období znehodnotí oproti domácí měně a díky tomu klesne výnos z investice vyjádřené v domácí měně. Příkladem lze uvést pád ruského rublu v roce 2014.[5]
- Riziko trhu – Riziko trhu patří mezi ty horší, kterému podléhají všechny dluhopisy či akcie na konkrétním kapitálovém trhu (zákony č. 256/2004 Sb., 89/2012 Sb., občanský zákoník, a č. 191/1950 Sb., zákon směnečný a šekový).[5]

## Řízení trhu
Řízení rizik v investicích patří mezi nejdůležitější části finančního světa. Dalo by se jednoduše definovat, co se skrývá pod pojmem řízení rizik – je to neustálý proces, který se odehrává v průběh všech jednotlivých fází životního cyklu investice. Od samotného začátku investování a až po ukončení investice je nutné se zaobírat různými riziky, které mohou ohrozit investici či investice. Jedná-li se o větší investice, většinou jsou zřizovány krizové týmy, které zodpovídají za hladký průběh investice a eliminují případná rizika, které by mohly ohrozit investici. Mohou také přispět k novým příležitostem a tím je spojená angažovanost v procesu řízení rizik. Dalším úkolem je také zapojit zainteresované strany – různé konzultace s odborníky, které též přispějí k řízení rizik. Nejčastěji používaná metoda snižující rizika je tzv. metoda principu postupnosti. „Tato metoda je takzvaně snížení neurčitosti odhadu a tím odhadovanou položku rozložíme na menší části. Součet odchylek odhadů podřízených položek je menší než odchylka celkové položky“. Existuje i mnoho jiných metod na vyhodnocení rizik např.: Monte Carlo, plánování scénářů, rozhodovací stromy.
Příklad s bramborovou investicí
Koupili jste někdy pytel brambor, které můžete postupně proměnit buď na hranolky, na bramboračku, nebo bramboráčky, anebo je jíst jen vařené. Vše uvedené však není skutečnou investicí, pouze spotřebou.
Ale máme tu ještě jednu možnost nějaké části brambor se můžeme vzdát nebo odložit spotřebu či „oželet pár bramborových knedlíků“ a na jaře sázet a těšit se na další hojnou úrodu. A to už bychom mohli nazvat právě tou onou investicí. Při takové bramborové investici, ale čelíme mnohým a následujícím rizikům, např.:
- sucho – nedostatek srážek, zejména na jaře
- mokro – mnoho srážek zejména na podzim
- zima – chladné léto
- horko – suché počasí bez srážek
- mandelinka bramborová – lze chránit ochrannými fungicidními postřiky
- háďátka – lze chránit ochrannými postřiky
- plíseň bramborová – lze chránit fungicidními postřiky
- krádeže a podobně – pojištění, oplocení atd.

## Inflace ovlivňující investiční rozhodování spojené s riziky
V mnoha investičních propočtech do šedesátých let nebyla míra inflace až tak velká a neuspokojující. Zejména k tomu vždy přispěla nízká inflace, ale výjimkou byla druhá světová válka, kdy inflace se pohybovala nad 5 %, jinak se vždy pohyboval hluboko pod pěti procenty. Šedesátá a sedmdesátá léta se změnil růst cen zejména v západních zemích. Růst inflace měl zejména za následek, že v investičních projektech bylo nutné zohlednit a započíst i růst cen na trhu.
{\displaystyle SHc=\sum _{j=1}^{n}{\frac {\mathrm {C} fj*I}{\mathrm {(} 1+i)^{j}}}-I_{0}}
SHc – čistá současná hodnota
CF – roční cash flow
I – náklady na kapitál
I – investice
Ij – míra inflace
Příklad: Jednorázová investice na opravu staré stodoly činí 100 000 000 Kč. Roční cash flow je 15 000 000 Kč a předpokládaná životnost je 9 let. Náklady na kapitál činí 10 % a míra inflace je 6 % ročně.
Nyní rozhodneme o koupě stodoly.
Neuvážíme-li inflaci na CF, vychází SHc – záporná:
{\displaystyle SHc=\sum _{j=1}^{n}{\frac {\mathrm {15} }{\mathrm {(} 1+0,1)^{j}}}-100=-13,6mil}
Uvážíme-li inflaci na CF, i budoucí výnosy potom vyjde následující:
{\displaystyle SHc=\sum _{j=1}^{n}{\frac {\mathrm {15\cdot 1,06} ^{j}}{\mathrm {(} 1+0,1)^{j}}}-100=12,6mil}
Takže SHc je kladná a můžeme se rozhodnout opravit starou stodolu.

## Rizika z investice
{\displaystyle SHc=\sum _{j=1}^{n}CFj*pj}
pj – pravděpodobnost výskytu určité výše CF
n – počet, možných velikostí CF
CFj – zisk dosažený s pravděpodobností Pj
Příklad: Zisku 200.000 Kč bude dosaženo s pravděpodobností 30 %, zisku 300 000 Kč s pravděpodobností 50 % a zisku 400 000 Kč s pravděpodobností 20 %. Určete zisk.
Z = 200 000*0,3 + 300 000*0,5 + 400 000*0,2 = 290 000 Kč.
Očekávaný zisk z investice tak činí 290 000 korun českých.